# Euphorbia schimperiana
Euphorbia schimperiana là một loài thực vật có hoa trong họ Đại kích. Loài này được Scheele mô tả khoa học đầu tiên năm 1844.